# Comtat de Guimerà
El comtat de Guimerà és un títol nobiliari creat l'any 1599 a favor de Gaspar Galcerán de Pinós. El seu nom fa referència al municipi català de Guimerà. Amb anterioritat Guimerà havia estat senyoríu dels Alemany i baronia dels Castro, avantpassats del I marqués.

## Comtes de Guimerà
- Gaspar Galcerán de Pinós, I comte de Guimerà;
- Francesca de Castro-Pinós i Zurita, II comtessa de Guimerà;
- Isabel Margarita Ferrandis d'Híxar i Castro-Pinós, III comtessa de Guimerà;
- Jaime Ferrandis d'Híxar, IV comte de Guimerà;
- Juana Petronila de Silva i Aragó, V comtessa de Guimerà;
- Isidro Francisco Ferrandis d'Híxar i Silva, VI comte de Guimerà;
- Joaquim Diego de Silva i Moncada, VII comte de Guimerà;
- Pedro d'Alcántara Ferrandis de Híxar i Abarca de Bolea, VIII comte de Guimerà;
- Agustín Pedro de Silva i Palafox, IX comte de Guimerà;
- Francisca Javiera de Silva i Fitz-James Stuart, X comtessa de Guimerà;
- José Rafael de Silva Ferrandis d'Híxar, XI comte de Guimerà;
- Andrés Avelino de Silva i Ferrandis de Córdoba, XII comte de Guimerà;
- Andrés Avelino de Silva i Campbell, XIII comte de Guimerà;
- Natalia de Silva i Cavero, comtessa de Guimerà;
- María Rosa Vázquez i Silva, XIII comtessa de Guimerà, filla de la IV marquesa d'Orani;
- Natalia de Silva Cavero, XIV comtessa de Guimerà.
- Carlos Caro i Vázquez, XV comte de Guimerà;
- Cayetana Fitz-James Stuart, XVI comtessa de Guimerà.
- Alfonso Martínez de Irujo i Fitz-James Stuart, XVII comte de Guimerà.